# Flugplatz Wershofen/Eifel

i7
i11
i13

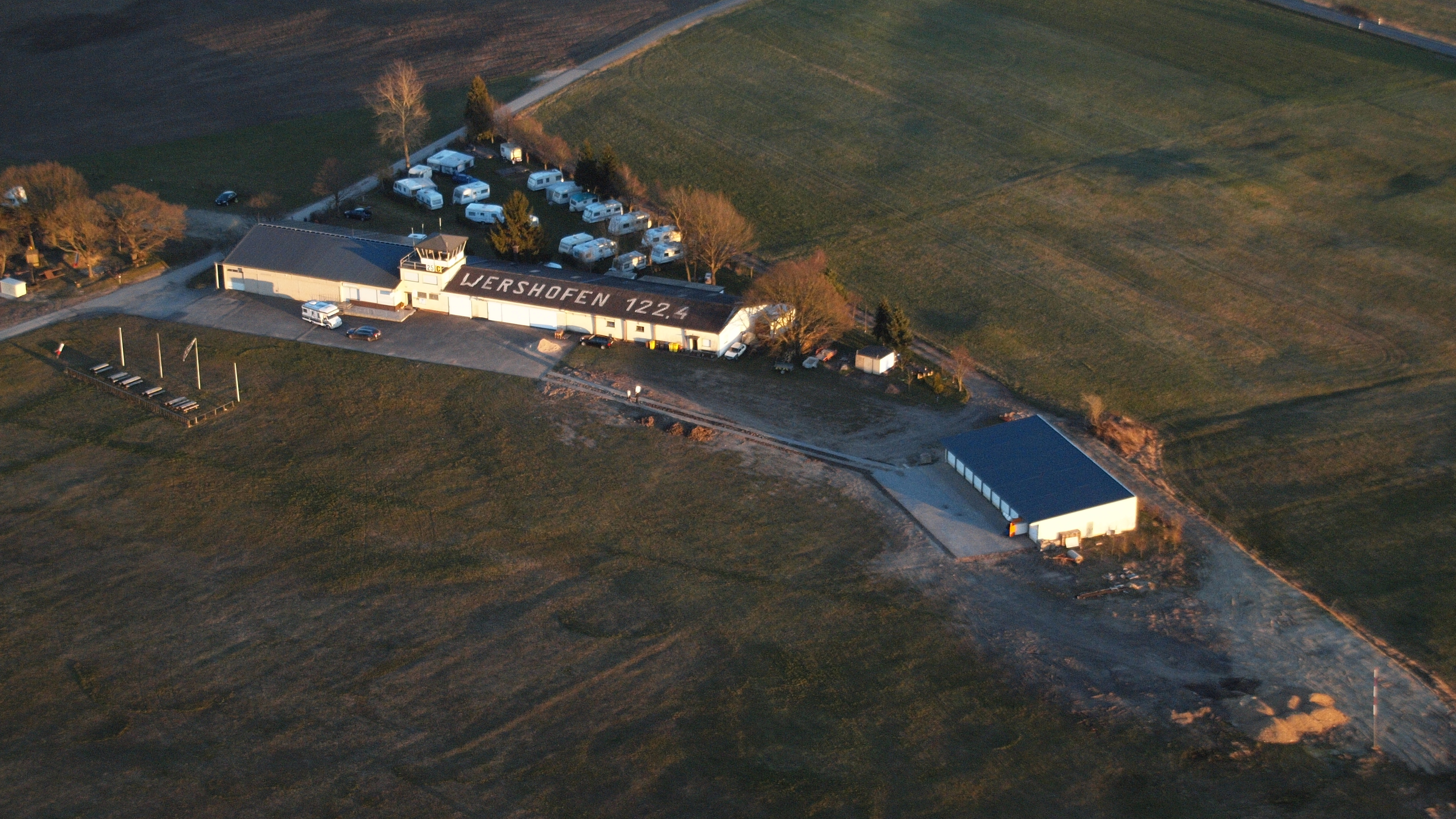
Turm und Hangars am Flugplatz Wershofen

Der Flugplatz Wershofen/Eifel, Funkrufzeichen Wershofen Radio, Frequenz 121,390, (ICAO-Code: EDRV) ist ein Sonderlandeplatz ohne Kontrollzone in Rheinland-Pfalz, gelegen in der nördlichen Eifel unweit des Nürburgrings. Betreiber ist die Segelfluggruppe Wershofen e. V.

## Technische Daten
Der Sonderlandeplatz liegt rund 2,5 km nordwestlich des Ortes Wershofen, ca. 15 Kilometer nordwestlich des Nürburgringes in einer Höhe von 482 Metern. Er ist nur für Sichtflug am Tage zugelassen. Bei den Landebahnen handelt es sich um eine Grasbahn von 630 m Länge für den Motorflug in der Ausrichtung 07/25 sowie eine Asphalt- und eine Grasbahn für den Segelflug in der Ausrichtung 06/24. Das Flugplatzgelände und die Windenschleppstrecke sind 1000 m lang. Der Flugplatz besitzt keine festen Betriebszeiten (PPR) und ist in der Regel an Samstagen, Sonn- und Feiertagen offen. Der Flugplatz ist für Luftfahrzeuge bis 2 t MTOW (incl. Hubschrauber bis 5,7 t), Segelflugzeuge und Luftsportgeräte zugelassen. Auf Anfrage kann Superbenzin und Diesel getankt werden. 
Die geographischen Koordinaten sind 50 27,12 N, 006 47,17 E, die Platzrundenhöhe für Motorflug beträgt 2600 ft MSL (bei 1020 ft MSL GND, nur Südplatzrunde(!)). Segelflugzeuge benutzen beide Platzrunden.

## Geschichte des Flugplatzes
Der Flugplatz Wershofen wurde in den Kriegsjahren vom Reichsarbeitsdienst gerodet und drainiert, um als Notlandeplatz zu dienen. Als solcher wurde er bis auf die Notlandung einer Bf 109 allerdings nie benutzt.
Nach dem Krieg flog die im Jahr 1952 gegründete Segelfluggruppe Wershofen zunächst auf einem Fluggelände östlich der Ortschaft Wershofen, bevor das Gelände Auf’m Grööne Waasem als Segelfluggelände zugelassen wurde.
Im Jahr 1993 erfolgte die Zulassung als Sonderlandeplatz. Nach Abschluss eines Flurbereinigungsverfahrens im Jahr 2004 befindet sich der Flugplatz vollständig im Besitz der Segelfluggruppe Wershofen.

## Verkehrsanbindung
Der Flugplatz ist nicht mit öffentlichen Verkehrsmitteln erreichbar. Die nächsten Bahnhöfe befinden sich in Blankenheim-Wald, Bad Münstereifel und Ahrbrück.
Die nächste Autobahnanschlussstelle ist Blankenheim (Ahr)/Tondorf der A1 (Autobahnende).

## Besonderheiten
Seit 2002 findet um Christi Himmelfahrt mit dem Eifeler Regionalcup ein Segelflugwettbewerb in Wershofen statt. 2009 wurde mit dem Eifeler Junioren-Cup als Qualifikationsmeisterschaft zur Deutschen Juniorenmeisterschaft erstmals eine zentrale Segelflugmeisterschaft auf dem Flugplatz durchgeführt.